# Église Saint-André d'Ailhon
Pour les articles homonymes, voir Église Saint-André.
L'église Saint-André est une église catholique située à Ailhon, dans le département de l'Ardèche, dans la région Auvergne-Rhône-Alpes.

## Description
Église romane pour les parties les plus anciennes. Agrandie et remaniée jusqu'au début du XVIe siècle.
Le clocher de l'église a été rasé en 1670, par les troupes royales en représailles de la révolte de Roure et reconstruit sous sa forme actuelle de clocher à peigne.
L'église abrite de nombreuses sculptures. On y trouve au fond le tronc monumental d'un ormeau planté en 1593.

## Classement
L'église Saint-André fait l’objet d’une inscription au titre des monuments historiques depuis le 15 novembre 1926.